# Фијат BRG
Фиат BRG је био тромоторни, висококрилни моноплан тешки бомбардер кога је развила италијанска фирма Фиат Авиазионе тридесетих година двадесетог века. Развој овог авиона је заустављен у фази тестирања прототипа.

## Пројектовање и развој
Овај тешки бомбардер је пројектово тим инжењера Celestino Rosatelli а произвела га је фирма Fiat Aviazione (Фиат Авиационе) за потребе Италијанског ратног ваздухопловства. Скраћеница BRG је скраћеница за (Бомбардиере Росателли Гиганте). Био је то веома велики, тромоторни моноплан са парасол крилом и подупирачима, са класичним фиксним стајним трапом. Један мотор Фиат А.24R је био монтиран у предњем делу трупа, а два мотора А.24 су била постављена између трупа и доњих крила веома малог размаха. Одбрамбени митраљези су постављени на отворену куполу у горњем делу трупа и на отворима.

## Технички опис
Труп авиона је био правоугаоног попречног пресека. Носећа конструкција је била просторна метална решеткаста конструкција направљена од заварених челичних цеви. Предњи део трупа око мотора је био обложен алуминијумским лимом, средњидео иза мотора па до излазне линије крила био је обложен шпер плочама а од крила до репа авиона облога је била од платна. Са леве стране трупа налазила су се улазна врата авиона. Пилотска кабина и унутрашњост трупа чинило је једну целину. Пилотска кабина је била пространа а полот и копилот су седели један подед другог. Прозори кабине пилота и они на трупу били су застакљени.
Авион Фиат BRG је био опремљен са три мотора то су били 12-то цилиндричним мотори са линијским V распоредом цилиндара и течношћу хлађени. Мотор који се налазио на трупу авиона био је Fiat A.14R снаге 720  (537 ). Друга два мотора су се налазила испод крила смештени и металне гондоле. То су били мотори Fiat A.14 снаге 700 KS (522 kW). На вратилима мотора цу се налазиле двокраке дрвена вучна елиса фиксног корака. Хладњаци мотора су се налазили између елиса и мотора.
Крила су била парасол, (причвршћена на горњу страницу трупа), металне конструкције са две рамењаче дебелог профила обложена платном. Облик им је био правоугаони. Крила су са два пара металних упорница (по пар са сваке стране) била ослоњена на дно трупа.
Конструкције репних крила и вертикалног стабилизатора као и кормила правца и дубине су биле металне пресвучене платном. Хоризонтални стабилизатори су са доње стране паром металних упорница били ослоњени на дно трупа авиона.
Стајни трап је класичан фиксни са независним точковима. Точкови су били велики са тврдом гумом и великим растојањем што је обезбеђивало овом тешком авиону стабилно слетање и полетање. Амортизација је изведена помоћу пнеуматско уљних амортизера. Испод репа авиона се налазила дрљача.

## Наоружање
Авион је био наоружан четири покретна митраљеза који су монтирани у куполи и на отворимма. Укупни товар бомби које је могао да понесе овај авион је износио 2.000 kg.
| Наоружање авиона: Фиат         |       |
| Ватрено (стрељачко) наоружање  |       |
| Топ                            |       |
| Митраљез                       |       |
| Број и ознака митраљеза        | 4     |
| Калибар                        | 7,7   |
| Бомбардерско наоружање (бомбе) |       |
| Укупна маса                    | 2.000 |
| Ракетно наоружање (ракете)     |       |

## Верзије
Авион је направљен у једном примерку.

## Оперативно коришћење
По завршетку летачких тестова 1931. године, авион је пребачен у 62. експерименталну ескадрилу тешких бомбардера СПБ (из Спериментале Бомбардаменто Песанте), која је у различито време добијала различите прототипове неуспешних тешких бомбардера.

## Земље које су користиле авион
- Италија